# Trigonopterus asterix
Trigonopterus asterix – gatunek chrząszcza z rodziny ryjkowcowatych i podrodziny krytoryjków.
Gatunek ten opisany został po raz pierwszy w 2019 roku przez Alexandra Riedela na łamach „ZooKeys”. Współautorem publikacji jest Raden Pramesa Narakusumo. Jako miejsce typowe wskazano górę Karre (zwaną też Wokim) w okolicy Rantepao w prowincji Celebes Południowy. Epitet gatunkowy pochodzi od serii komiksowej Asteriks.
Chrząszcz o ciele długości 2,4–2,81 mm, ubarwionym czarno z rdzawymi czułkami i odnóżami. Zarys ciała jest prawie jajowaty. Ryjek ma po stronie grzbietowej żeberko środkowe i parę listewek przyśrodkowych. Przedplecze ma na powierzchni małe punkty, z tych w części przedniej wyrastają szczecinki. Pokrywy są pokryte małymi punktami, a rzędy zaznaczone są szeregami delikatnych włosków; grube punkty obecne są w ósmym rzędzie w okolicy barkowej. Odnóża mają uda pozbawione ząbkowania. Genitalia samca cechują się prąciem o prawie równoległych bokach i prawie kanciastym, nagim szczycie, około 2 razy dłuższymi od prącia apodemami oraz wyposażonym w niewyraźną nabrzmiałość przewodem wytryskowym.
Ryjkowiec ten zasiedla listowie lasów górskich. Spotykany był na wysokości 1110–1460 m n.p.m.
Owad ten jest endemitem indonezyjskiej wyspy Celebes. Znany jest tylko z miejsca typowego w prowincji Celebes Południowy.